# Taurus Awards 2004
Die Taurus Awards 2004 waren die vierte Verleihung des Taurus Award, eine US-amerikanische Auszeichnung für Filmstunts, welche am 26. Mai 2004 wie im Vorjahr auf dem Gelände der Paramount Pictures stattfanden. Die Ausstrahlung der Show erfolgte bei Spike TV.

## Verleihung
Mit dem Taurus Honorary Award wurde Keanu Reeves für seine darstellerische Leistung in Matrix Reloaded sowie der Film-Produzent Jonathan Mostow für die Film-Produktion Terminator 3 – Rebellion der Maschinen geehrt. Stuntman Ronnie Rondell, der u. a. bei den Filmen Speed sowie Thelma & Louise mitgewirkt hatte, wurde mit dem Taurus Lifetime Achievement Award für sein Lebenswerk ausgezeichnet.
Auf der Bühne wurden Live-Stunts u. a. von Michelle Rodriguez durchgeführt. Wie im Vorjahr führte Dennis Hopper als Moderator durch die Show, der in diesem Jahr Unterstützung von Carmen Electra erhielt. Es waren rund 1500 Gäste anwesend.

## Gewinner und Nominierte
Der Taurus Award wird jährlich in wechselnden Kategorien vergeben. Im Jahr 2004 erfolgt die Verleihung in folgenden Kategorien.
Zeitleiste der Kategorien des Taurus Award
Erstmals wurden in sämtlichen Kategorien jeweils fünf Filmproduktionen nominiert. Die Auszeichnungen wurden wie im Vorjahr in neun Kategorien verliehen, in denen insgesamt 24 verschiedene Filme nominiert wurden. Dabei wurden die Filme Bad Boys II, Matrix Reloaded, Terminator 3 – Rebellion der Maschinen sowie Welcome to the Jungle mit jeweils vier Nominierungen am häufigsten nominiert. Mit jeweils zwei Auszeichnungen erhielten Bad Boys II sowie Welcome to the Jungle die meisten Taurus Awards. Wie im Vorjahr wurde eine deutsche Actionserie als beste ausländische Produktion ausgezeichnet.
Folgende Filme des Vorjahres wurden 2004 nominiert sowie mit dem Taurus Award ausgezeichnet.
| Kategorie (Englische Originalbezeichnung)                                 | Nominierte Filme (Gewinner fett markiert)                                                                 |
| ------------------------------------------------------------------------- | --- |
| Beste Kampfszene (Best Fight)                                             | Kill Bill – Volume 1                                                                                      |
| Beste Kampfszene (Best Fight)                                             | Matrix Reloaded                                                                                           |
| Beste Kampfszene (Best Fight)                                             | Fluch der Karibik                                                                                         |
| Beste Kampfszene (Best Fight)                                             | Welcome to the Jungle                                                                                     |
| Beste Kampfszene (Best Fight)                                             | Shanghai Knights                                                                                          |
| Bester Feuerstunt (Best Fire)                                             | 28 Days Later                                                                                             |
| Bester Feuerstunt (Best Fire)                                             | Freddy vs. Jason                                                                                          |
| Bester Feuerstunt (Best Fire)                                             | Freddy vs. Jason                                                                                          |
| Bester Feuerstunt (Best Fire)                                             | Last Samurai                                                                                              |
| Bester Feuerstunt (Best Fire)                                             | Old School – Wir lassen absolut nichts anbrennen                                                          |
| Bester Stunt in der Höhe (Best High Work)                                 | Bad Boys II                                                                                               |
| Bester Stunt in der Höhe (Best High Work)                                 | Born 2 Die                                                                                                |
| Bester Stunt in der Höhe (Best High Work)                                 | Irgendwann in Mexico                                                                                      |
| Bester Stunt in der Höhe (Best High Work)                                 | Out of Time – Sein Gegner ist die Zeit                                                                    |
| Bester Stunt in der Höhe (Best High Work)                                 | Welcome to the Jungle                                                                                     |
| Bester Fahrzeugstunt (Best Work With A Vehicle)                           | 2 Fast 2 Furious                                                                                          |
| Bester Fahrzeugstunt (Best Work With A Vehicle)                           | Bad Boys II                                                                                               |
| Bester Fahrzeugstunt (Best Work With A Vehicle)                           | Bad Boys II                                                                                               |
| Bester Fahrzeugstunt (Best Work With A Vehicle)                           | Born 2 Die                                                                                                |
| Bester Fahrzeugstunt (Best Work With A Vehicle)                           | Terminator 3 – Rebellion der Maschinen                                                                    |
| Bester Spezialstunt (Best Specialty Stunt)                                | 3 Engel für Charlie – Volle Power                                                                         |
| Bester Spezialstunt (Best Specialty Stunt)                                | The Italian Job – Jagd auf Millionen                                                                      |
| Bester Spezialstunt (Best Specialty Stunt)                                | Last Samurai                                                                                              |
| Bester Spezialstunt (Best Specialty Stunt)                                | Welcome to the Jungle                                                                                     |
| Bester Spezialstunt (Best Specialty Stunt)                                | Seabiscuit – Mit dem Willen zum Erfolg                                                                    |
| Bester Stunt eines Mannes (Best Overall Stunt By A Stunt Man)             | Born 2 Die                                                                                                |
| Bester Stunt eines Mannes (Best Overall Stunt By A Stunt Man)             | Open Range – Weites Land                                                                                  |
| Bester Stunt eines Mannes (Best Overall Stunt By A Stunt Man)             | Welcome to the Jungle                                                                                     |
| Bester Stunt eines Mannes (Best Overall Stunt By A Stunt Man)             | Seabiscuit – Mit dem Willen zum Erfolg                                                                    |
| Bester Stunt eines Mannes (Best Overall Stunt By A Stunt Man)             | Terminator 3 – Rebellion der Maschinen                                                                    |
| Bester Stunt einer Frau (Best Overall Stunt By A Stunt Woman)             | Kill Bill – Volume 1                                                                                      |
| Bester Stunt einer Frau (Best Overall Stunt By A Stunt Woman)             | Matrix Reloaded                                                                                           |
| Bester Stunt einer Frau (Best Overall Stunt By A Stunt Woman)             | Matrix Reloaded                                                                                           |
| Bester Stunt einer Frau (Best Overall Stunt By A Stunt Woman)             | Irgendwann in Mexico                                                                                      |
| Bester Stunt einer Frau (Best Overall Stunt By A Stunt Woman)             | Terminator 3 – Rebellion der Maschinen                                                                    |
| Bester Stuntkoordinator (Best Stunt Coordinator And/Or 2nd Unit Director) | 2 Fast 2 Furious                                                                                          |
| Bester Stuntkoordinator (Best Stunt Coordinator And/Or 2nd Unit Director) | Bad Boys II                                                                                               |
| Bester Stuntkoordinator (Best Stunt Coordinator And/Or 2nd Unit Director) | Last Samurai                                                                                              |
| Bester Stuntkoordinator (Best Stunt Coordinator And/Or 2nd Unit Director) | Matrix Reloaded                                                                                           |
| Bester Stuntkoordinator (Best Stunt Coordinator And/Or 2nd Unit Director) | Terminator 3 – Rebellion der Maschinen                                                                    |
| Bester Stunt in einem ausländischen Film (Best Action In A Foreign Film)  | Alarm für Cobra 11 – Einsatz für Team 2 (Staffel 1, Folge 1: Countdown auf der Todesbrücke) (Deutschland) |
| Bester Stunt in einem ausländischen Film (Best Action In A Foreign Film)  | An Ill-tempered Detective: Detective with a Bad Character (Russland)                                      |
| Bester Stunt in einem ausländischen Film (Best Action In A Foreign Film)  | Evil (Schweden)                                                                                           |
| Bester Stunt in einem ausländischen Film (Best Action In A Foreign Film)  | Alarm für Cobra 11 – Die Autobahnpolizei (Staffel 14, Folge 1: Feuertaufe) (Deutschland)                  |
| Bester Stunt in einem ausländischen Film (Best Action In A Foreign Film)  | Intermission (Irland)                                                                                     |